# Vírus Nipah

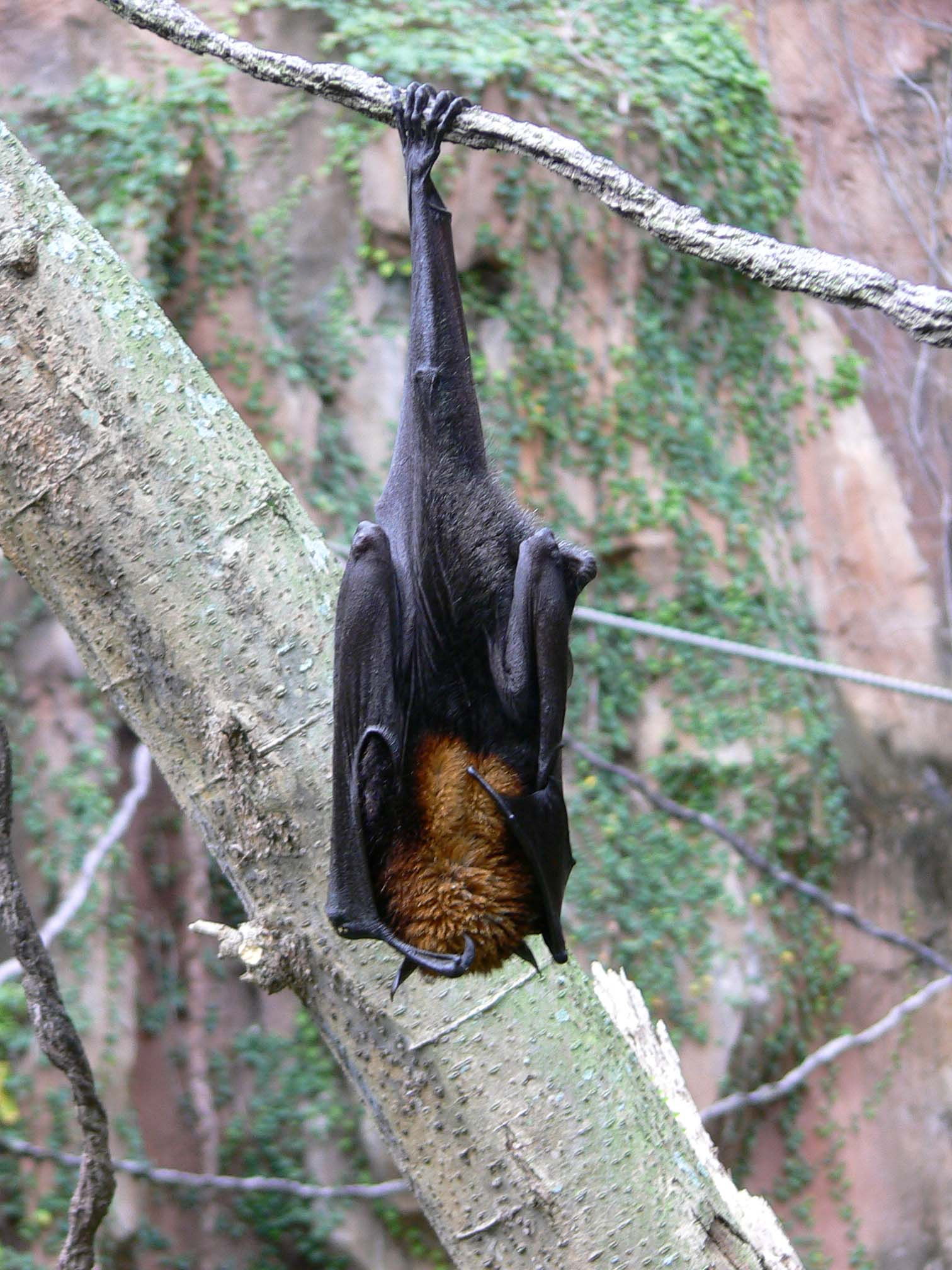
Pteropus vampyrus (raposa-voadora), espécie de morcego que transmite o vírus.

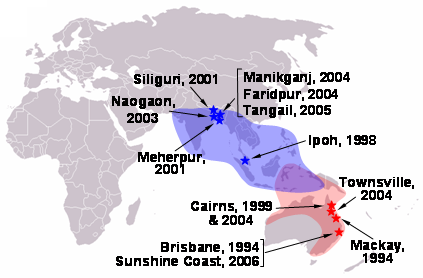
Mapa onde ocorreram os surtos da doença em azul, corresponde ao Nipah vírus.

Vírus Nipah (nome científico: Nipah henipavirus) é um vírus transmitido por morcegos. A infecção pelo vírus Nipah pode provocar desde síndromes respiratórias agudas a encefalites mortais.[carece de fontes?] Foi detectado pela primeira vez em 1998, durante um surto em Kampung Sungai Nipah, na Península da Malásia, causando 105 mortes. Nessa ocasião, os suínos foram os hospedeiros intermediários.
O índice de letalidade do vírus Nipah é alto. A cada 100 infectados, de 40 a 79 morrem, cerca de 75%.
Em 2004, o vírus Nipah infectou várias pessoas, sem intermediário, após terem tomado suco fresco de tâmaras, contaminadas por morcegos frutívoros.
O Nipah é uma das espécies do vírus Henipavirus. Atualmente, ainda não existe uma vacina de prevenção ou cura, somente um tratamento primário.
Cientistas, em 2019, identificaram espécies de morcegos com potencial para hospedar o vírus Nipah usando aprendizado de máquina, uma forma de inteligência artificial e baseada em traços de morcegos portadores do vírus.
Em setembro de 2021 um menino de doze anos morreu em um hospital da cidade de Kozhikode, no estado de Kerala, sul da Índia, após ser infectado com o vírus Nipah e ficar vinte dias internado. O garoto buscou atendimento médico após ter febre alta durante uma semana, evoluindo para um grave inchaço cerebral. Devido ao potencial pandêmico do vírus, as autoridades locais emitiram um alerta para que se evite a propagação da doença.